# Evangelisch-Lutherisches Dekanat Lohr am Main
Das Evangelisch-Lutherische Dekanat Lohr am Main ist eines der 19 Dekanate des Kirchenkreises Ansbach-Würzburg. Der amtierende Dekan ist Till Roth.

## Geografie
Der Dekanatsbezirk erstreckt sich vom Spessart bis in die Rhön. Er ist durchzogen von den drei Flüssen Main, Fränkische Saale und Sinn. Politisch liegt er in den Landkreisen Main-Spessart und Bad Kissingen.

## Geschichte

### Pfarreien und Gemeinden

#### Die Grafschaft Rieneck
Graf Philipp III. von Rieneck führt 1543 in seiner Grafschaft mit Hauptsitz in Lohr am Main die Reformation ein. Nach seinem Tod 1559 erlosch das Grafenhaus im Mannesstamme, sodass der Großteil der Grafschaft als heimgefallenes Lehen an das Erzstift Mainz kam und in der Folgezeit wieder katholisch wurde. Partenstein fiel zur Hälfte an die Grafen von Hanau und konnte seinen evangelischen Glauben behaupten. Hanau hatte das Präsentationsrecht für die Pfarrer und schlug dem Erzstift Mainz nur lutherische Pfarrer vor, auch nachdem Hanau 1595 das reformierte Bekenntnis angenommen hatte.
Eschau, Hofstetten und Kleinheubach fielen an die Grafen von Erbach und blieben ebenfalls evangelisch. Sie liegen heute im Dekanatsbezirk Aschaffenburg.

#### Die Thüngensche Cent
Die Freiherren von Thüngen hatten in ihrem reichsunmittelbaren Herrschaftsgebiet, das noch heute als Thüngensche Cent bezeichnet wird, die hohe Gerichtsbarkeit und somit die Landeshoheit und beanspruchten damit auch die Kirchenhoheit. Seit dem Augsburger Religionsfrieden von 1555 war es der Reichsritterschaft ohnehin gestattet die Religion ihrer Untertanen zu bestimmen. In Zeitlofs wurde 1553 die Reformation eingeführt. 1557 kam Eckarts als Filiale zu Zeitlofs. Bernhard und Eberhard von Thüngen führten 1564 die Reformation in Burgsinn ein. Nach der Gegenreformation erhielten die wenigen verbliebenen Einwohner 1697 im Mainzer Rcess das Mitbenützungsrecht für die Kirche und dort einen besonderen Altar auf der rechten Seite. 1704 wurde eine eigene Pfarrei gegründet. In Detter wurde ebenfalls auf das Betreiben der Herren von Thüngen die Reformation eingeführt. 1553 wurde Dittlofsroda evangelisch, 1630 durch die Gegenreformation wieder katholisch und 1653 restituiert. Die Kirche in Heiligkreuz stammt aus dem 12. Jh. Als ursprüngliche Filiale von Dittlofsroda wurde hielt auch hier die Reformation Einzug. Völkersleier hat eine turbulente Kirchengeschichte vorzuweisen. Als Filiale von Dittlofsroda wurde hier die Reformation eingeführt. 1577 wurde ein Drittel des Dorfes von den Herren v. Thüngen an das Julius-Spital Würzburg verkauft. Den danach katholisch gewordenen Einwohnern wollten die Herrn v. Thüngen keine Zugeständnisse machen. 1688 ließ der Vogt des Juliusspitals mit 50 Mann die Kirchentür aufbrechen und den kath. Pfarrer von Wolfsmünster eine Taufe vollziehen. Nach ähnlichen Zwischenfällen wurde den Katholiken die Mitbenutzung der Kirche gestattet. Der Ort Heßdorf gehörte zum Rittergut Reußenberg. Seit der Reformationszeit ist es mit dem thüngenschen Höllrich als kombinierte Pfarrei verbunden. 1530 ließen die Herren v. Thüngen in Weickersgrüben die Reformation einführen. Der Ort war fortan gemischt-konfessionell. 1724 wurde den evangelischen Einwohnern das Mitbenützungsrecht an ihrer in der Gegenreformation entrissenen Kirche gewährt, auf das sie 1911 verzichteten, um eine eigene Kirche zu bauen. Die Einweihung ließ auf Grund der Weltkriege 50 Jahre auf sich warten. Weißenbach ist seit 1358 im Besitz der Familie von Thüngen und bis heute deren Wohnsitz. 1526 wurde der evangelische Glauben angenommen und zwar, wie in allen thüngenschen Besitzungen, im Einvernehmen mit den Untertanen.

#### Das adelige Damenstift Waizenbach
Das adelige Damenstift Waizenbach wurde 1734 zur Versorgung von Töchtern evangelischer fränkischer Adelsgeschlechtern gegründet. Die Stiftung existiert bis zum heutigen Tag.

#### Streitfall Mittelsinn
Die Rechtslage in religiösen Fragen war in Mittelsinn besonders kompliziert, da dort ein Kondominat von katholischen Herrschaften, dem Julius-Spital Würzburg als Mediat des Hochstifts Würzburg, und evangelischen Herrschaften, den Landgrafen von Hessen-Kassel, bestand. Am 25. Mai 1671 wurde im Hammelburger Receß vereinbar, dass die Mittelsinner Kirch alleine den Protestanten zusteht, während die Kirchen in Aura und Obersinn den Katholiken vorbehalten sein sollten.

#### Diasporagemeinde Geroda
In Geroda wurde 1550 die Reformation durch Hans von Bibra eingeführt. Das Kirchenrecht ging zu Beginn des 17. Jahrhunderts an die von der Tann über.

#### Das Schicksal Bonnlands
Im Dorf Bonnland wurde durch Otto Wilhelm von Thüngen und den Herrn von Bonnland und Greifenstein die Reformation eingeführt. 1938 wurde wegen der Erweiterung des benachbarten Truppenübungsplatzes das Dorf umgesiedelt. 1945 kamen frühere Einwohner und Heimatvertriebene in den Ort. Die Kirche wurde damals simultan genutzt. Der Truppenübungsplatz wurde von der Bundeswehr übernommen und die Bevölkerung erneut umgesiedelt. Am 1. März 1957 wurde die Kirchengemeinde aufgelöst. Am 23. September 1979 konnte die Kirche nach umfangreichen Renovierungsarbeiten erneut geweiht werden und dient seitdem der evangelischen und katholischen Militärseelsorge.

#### Neugründungen
Mit Beginn der bayerischen Zeit konnten neue Pfarreien und Gemeinden in Bad Brückenau (1912), Gemünden (1908), Gräfendorf (Neugründung 1820 nach der Gegenreformation 1665), Hammelburg (Neugründung 1920 nach der Gegenreformation 1603), Lohr (Neugründung 1857 nach der Gegenreformation 1603), Marktheidenfeld (Neugründung 1919 nach der Gegenreformation 1612) und Wildflecken (1951) gegründet werden.

### Dekanat
Am 19. April 1827 wurde das Dekanat Waizenbach errichtet. Die meisten Gemeinden hatten zuvor zum gleichzeitig aufgelösten Dekanat Thüngen gehört; Geroda kam aus dem Dekanat Gersfeld, Bonnland aus dem Dekanat Schweinfurt.  Mit dem 1. Februar 1929 wurde das Dekanat Waizenbach nach Lohr verlegt.

## Kirchengemeinden
Zum Dekanatsbezirk Lohr am Main gehören 22 Kirchengemeinden, die im Folgenden mit ihren Kirchen aufgelistet sind:
- Pfarreien mit einer Kirchengemeinde
  - Burgsinn, Dreieinigkeitskirche und Rieneck, Burgkapelle
  - Detter, Versöhnungskirche
  - Gemünden am Main, Christuskirche (1910)
  - Geroda, St. Martin
  - Gräfendorf, St. Michael (1952)
  - Hammelburg, St. Michael (1963)
  - Heiligkreuz, ev. Kirche (12. Jh.)
  - Lohr am Main, Auferstehungskirche (1934)
  - Marktheidenfeld, Friedenskirche (1896)
  - Mittelsinn, St. Jakob (14. Jh.)
  - Partenstein, Christuskirche (1831)
  - Weißenbach, ev. Kirche
  - Wildflecken, Kreuzkirche (1959)
  - Zeitlofs, Dreieinigkeitskirche (1740)
- Pfarrei Bad Brückenau
  - Kirchengemeinde Bad Brückenau, Christuskirche
  - Kirchengemeinde Bad Brückenau, Friedenskirche
  - Kirchengemeinde Eckarts, ev. Kirche
- Pfarrei Dittlofsroda
  - Kirchengemeinde Dittlofsroda, ev. Kirche (Turm 15. Jh., Langhaus 1791)
  - Kirchengemeinde Völkersleier, Gustav-Adolf-Kirche (1920)
  - Kirchengemeinde Waizenbach, ev. Kirche
- Pfarrei Höllrich-Heßdorf
  - Kirchengemeinde Höllrich, ev. Kirche  (1405, 1706 umgebaut)
  - Kirchengemeinde Heßdorf, ev. Kirche (1744)
  - Kirchengemeinde Weickersgrüben, Auferstehungskirche (1961)
- Militärseelsorge
  - Bonnland (Truppenübungsplatz Hammelburg), St. Michael